# Hanseaten-Kaserne (Hamburg-Horn)
Die Hanseaten-Kaserne bzw. der Hanseaten-Bereich ist eine militärische Liegenschaft der Bundeswehr in Hamburg-Horn. Die Garnison wurde 1937 als Nachrichten-Kaserne bzw. Litzmann-Kaserne für die Wehrmacht fertiggestellt. Bis zum Ende des Zweiten Weltkriegs beherbergte sie Nachrichtentruppen. Nach dem Kriegsende besetzten britischen Einheiten die Kaserne. Ab 1956 nutzte sie die Bundeswehr. 1973 wurde sie Teil der neu gegründeten Hochschule der Bundeswehr in Hamburg und dient seither als Unterkunftsbereich der Studierenden. Sie umfasst eine Fläche von 11,8 Hektar.

## Bau- und Stationierungsgeschichte

### NS-Staat und Zweiter Weltkrieg
Mit der Aufrüstung der Wehrmacht durch den NS-Staat bestand ein erheblicher Bedarf an neuen Truppenunterkünften. 1936 begann der Bau einer Kasernenanlage für 680 Soldaten in Hamburg-Horn südlich der ebenfalls in Angriff genommenen Reichsautobahn von Hamburg nach Lübeck. 1937 erfolgte der Grunderwerb durch das Deutsche Reich im Umfang von 117.996 Quadratmetern.
Die Kaserne wurde nach dem früheren preußischen General der Infanterie Karl Litzmann benannt. Es handelte sich um einen für die Wehrmacht standardisierten Typenbau. Es wurden vier dreigeschossige Unterkunftsgebäude sowie ein zweigeschossiges Stab- und Wirtschaftsgebäude errichtet. In den Treppenhausachsen wurden Reliefs mit Soldatenköpfen, Uniformteilen und Waffen aus dem 17. bis 20. Jahrhundert angebracht.
Im Sommer 1937 bezog die Korps-Nachrichten-Abteilung 50 des X. Armeekorps die neu errichtete Kaserne. Sie verblieb hier bis zum Überfall auf Polen, an dem sie teilnahm. Am 26. August 1939 wurde am Standort die Ersatz-Nachrichten-Abteilung 20 aufgestellt.

### Belegung durch britische Truppen
Die Litzmann-Kaserne wurde im Juni 1945 durch britische Truppen der Rheinarmee belegt und erhielt den Namen Hilsea Barracks. Bis Ende Juli 1945 bezogen von der 17 Vehicle Company die 171, 174 und 175 Vehicle Park und die angeschlossenen AFV Servicing Units RAC die Unterkünfte. Das Hauptquartier der 17 Vehicle Company war zunächst in Hamburg-Rahlstedt untergebracht. Aufgabe dieses Verbandes war die Verwaltung und Abgabe von militärischen Fahrzeugen nach dem Ende des Zweiten Weltkriegs. Die Fahrzeuge wurden auf der Autobahn zwischen Hamburg und Bad Oldesloe abgestellt, die deshalb gesperrt war. Zwischen Oktober 1945 und Mai 1946 folgten noch die 173, 176 und 177 Vehicle Park, die die Autobahn zwischen Hamburg und Sottrum belegten. Die Fahrzeuge wurden entweder an norwegische, niederländische, dänische und belgische Truppen abgegeben, nach Großbritannien verschifft, verschrottet oder für die Nutzung durch die Rheinarmee verwendet. So befanden sich im Dezember 1946 insgesamt 50.797 Fahrzeuge in der Abwicklung. Anfang 1947 wurde ein zentrales Depot in Oldenburg geschaffen, um die Fahrzeugbestände auf den Autobahnen zu reduzieren und diese für den Verkehr wieder freigeben zu können. Im Juni 1947 verlegte das Hauptquartier der 17 Vehicle Company in die Hilsea Barracks. Bis Dezember 1947 konnten die verwalteten Fahrzeuge auf 25.774 reduziert werden. Im Januar 1948 befanden sich in der Hilsea Barracks das Hauptquartier der 17 Vehicle Company, die 172 Vehicle Park Issues Section, das 174 Vehicle Park und das Personal des Hauptquartiers sowie der 171, 172, 174 and 175 Vehicle Park. Durch eine Stationierungsentscheidung verlegte im Juni 1948 eine Vorausabteilung der 17 Vehicle Company zur Ayrshire Barracks nach Mönchengladbach. Am 15. September 1948 verlegten das Hauptquartier der 17 Vehicle Company und vier Vehicle Parks (173, 174, 176 und 177) nach Mönchengladbach und nahmen einen großen Teil des bisher in Hamburg stationierten Personals und des Inventars der Hilsea Barracks mit. In Hamburg verblieb das Detachment 17 Vehicle Coy mit 171, 172 und 175 Vehicle Parks auf einem Autobahngelände.

### Stationierung der Bundeswehr
Mit der von der Bundesrepublik am 5. Mai 1955 vollzogenen Wiederbewaffnung und der Gründung der Bundeswehr bot sich die in Hamburg leerstehende Litzmann-Kaserne für die Stationierung von Truppen an. Die Instandsetzung der Kaserne für den Bezug wurde daher bereits noch im selben Jahr veranlasst. Die Garnison wurde für ein Panzerfernmeldebataillon vorgesehen. Am 2. Juli 1956 zogen die ersten Soldaten in die Litzmann-Kaserne ein.
Das für die 3. Panzerdivision vorgesehene Panzerfernmeldebataillon 3 wurde ab 1. Juli 1956 aus Teilen der Fernmeldehundertschaft des Bundesgrenzschutzes Kiel aufgestellt. Diese Einheit bezog jedoch bereits am 7. Juli 1956 die Litzmann-Kaserne in Hamburg. Doch schon am 22. Juni 1958 verlegte das Bataillon erneut und zwar in die Estetal-Kaserne nach Buxtehude, wo es zum 30. September 1993 die Auflösung erfuhr.
Am 1. August 1956 wurde in der Kaserne das Feldzeugbataillon 511 des Wehrbereichskommandos I mit der mittleren Feldzeuginstandsetzungskompanie 531 und der schweren Feldzeuginstandsetzungskompanie 561 aufgestellt. Am 2. März 1959 erfolgte die Verlegung in die Lettow-Vorbeck-Kaserne in Hamburg und am 16. März die Umgliederung in das Instandsetzungsbataillon 460. Am 1. Oktober 1972 erhielt es den Namen „Instandsetzungsbataillon 640“. Zum 1. Oktober 1975 erfolgte die nächste Änderung zum Instandsetzungsbataillon 6. Am 31. März 1997 verlegte es in die Rantzau-Kaserne in Boostedt. Nach weiterer Umbenennung zum Instandsetzungsbataillon 166 am 1. Oktober 2005 wurde es zum 31. März 2015 außer Dienst gestellt.
Ab 21. Juli 1958 begann ein neuer Abschnitt der Kasernengeschichte: das ab 16. November 1956 in der Fliegerhorstkaserne in Husum aufgestellte Lehrbataillon der Heeresoffizierschule II zog in die Litzmann-Kaserne, während die Schule selbst die benachbarte Douaumont-Kaserne belegte. Zum 1. April 1959 wurde das Lehrbataillon in Panzergrenadierbataillon (L) 173 umbenannt und der Panzergrenadierbrigade 17 zugeordnet.
Bereits im September 1958 führte die Stationierung von Panzereinheiten in der Litzmann-Kaserne mit den damit verbundenen Lärmbelastungen und Erschütterungen in der umgebenden Wohnbebauung zu Beschwerden.
1961 gerieten die baulichen Zustände der Kasernenanlagen öffentlich in die Kritik, nachdem die meisten der vorgesehenen Sanierungsmaßnahmen seit Bezug der Truppenunterkunft durch die Bundeswehr noch nicht durchgeführt worden waren.
Am 3. Dezember 1962 ehrte Helmut Schmidt in der Litzmann-Kaserne Soldaten, die während der Flutkatastrophe im Februar geholfen hatten.
Im Juli 1964 wurde die Litzmann-Kaserne in Hanseaten-Kaserne aufgrund einer Entscheidung des Bundesverteidigungsministeriums umbenannt. Die Namenstafel wurde jedoch erst am 12. Mai 1966 feierlich enthüllt.
1966 nahmen die Proteste gegen den Lärm durch die in der Hanseaten-Kaserne stationierten Panzer zu. Zur Lösung der Probleme erwog das Bundesverteidigungsministerium 1966 den Bau einer eigenen Autobahnanschlussstelle für die Kaserne. 1969 plante die Bundeswehr schließlich den Umzug der Panzereinheiten in andere Kasernen außerhalb Hamburgs. Doch der bereits für 1970 vorgesehene Umzug verzögerte sich, da zuvor in der Hanseaten-Kaserne die Unterkunftsblöcke saniert werden mussten. Diese Arbeiten kamen aufgrund Arbeitskräftemangel nicht planmäßig voran.
Im Juni 1971 verlegte das Panzergrenadierbataillon (L) 173 in die Bose-Bergmann-Kaserne nach Wentorf bei Hamburg. Zum 1. Oktober 1971 wurde der bisherige Verband in Panzergrenadierbataillon 163 umbenannt. Damit war auch im Namen der Unterstellungswechsel zur Panzergrenadierbrigade 16 vollzogen. Nach Umgliederung zu einer Geräteeinheit zum 1. April 1992 wurde das Bataillon zum 31. Dezember 1993 endgültig aufgelöst.
Das III./Luftwaffenausbildungsregiment 1 verließ die Bose-Bergmann-Kaserne in Wentorf bei Hamburg 1971 im Austausch mit dem Panzergrenadierbataillon 173 (L), zog zunächst in die Hanseaten-Kaserne, um schließlich im Juli und August 1973 den Endstandort Lettow-Vorbeck-Kaserne in der Hansestadt einzunehmen.
Nach dieser kurzen Zwischenstationierung der Luftwaffe war die Kaserne geräumt und es war Platz für eine neue Nutzung als Unterkunftsbereich für die 1973 neu gegründete Universität der Bundeswehr Hamburg, die zum 1. Oktober 1973 ihren Studienbetrieb aufnahm. Die Bauarbeiten für die Neubauten der Bundeswehr-Hochschule erstreckten sich bis 1976. Zwischen 1973 und 1976 erfolgte die Neuerrichtung von Studentenwohnungen im Südteil des Hanseaten-Bereichs. 2020 wurden diese unter Schutz gestellt.
Im Zusammenhang mit der Ausreisewelle 1989 aus der DDR und dem Fall der Berliner Mauer wurden bis September 1990 bis zu 100 Aus- und Übersiedler im Hanseaten-Bereich untergebracht.
Im November 1991 konnte im Hanseaten-Bereich für 10 Millionen DM ein weiteres Studierendenwohnheim für 152 Soldaten fertiggestellt werden, das seit 1989 errichtet worden war.
2020 starteten die Bauarbeiten für eine umfassende Modernisierung und Erweiterung der Helmut-Schmidt-Universität mit Kosten von insgesamt 180 Millionen Euro. Im Juli 2023 wurden zwei neue Unterkunftsgebäude im Hanseaten-Bereich zur Nutzung übergeben.